# Championnat de France féminin de handball 1984-1985
Navigation
Saison 1983-1984 Saison 1985-1986
Le championnat de France féminin de handball 1984-1985 est la trente-quatrième édition de cette compétition. Le championnat de Nationale 1A est le plus haut niveau du championnat de France de ce sport. Du fait de la création de la Nationale 1B, dix participent à la compétition contre dix-huit précédemment. 
À la fin de la saison, l'USM Gagny est désigné champion de France de Nationale 1A, pour la première fois de son histoire, et est ainsi qualifié pour la Coupe des clubs champions (C1). L'ASU Lyon, deuxième, est qualifié pour la Coupe des coupes (C2) et le Bordeaux Étudiants Club, troisième, pour la Coupe de l'IHF (C3) tandis que le Stade français, tenant du titre, ne termine qu'à la quatrième place. 
En bas du classement, l'ASPTT Strasbourg et le Paris UC sont relégués en Nationale 1B.

## Résultats

### Classement final
Le classement final est :
|    | Équipe                  | Pts | J  | G  | N | P  | Bp  | Bc  | Diff |
| -- | ----------------------- | --- | -- | -- | - | -- | --- | --- | ---- |
| 1  | USM Gagny C             | 48  | 18 | 14 | 2 | 2  | 389 | 285 | 104  |
| 2  | ASU Lyon                | 44  | 18 | 13 | 0 | 5  | 379 | 297 | 82   |
| 3  | Bordeaux Étudiants Club | 44  | 18 | 11 | 4 | 3  | 384 | 308 | 76   |
| 4  | Stade français T        | 40  | 18 | 11 | 0 | 7  | 356 | 288 | 68   |
| 5  | HBC Aix-en-Savoie       | 40  | 18 | 11 | 0 | 7  | 313 | 319 | -6   |
| 6  | ES Besançon             | 39  | 18 | 10 | 1 | 7  | 344 | 311 | 33   |
| 7  | ASPTT Nice              | 33  | 18 | 7  | 1 | 10 | 344 | 359 | -15  |
| 8  | US Dunkerque            | 30  | 18 | 5  | 2 | 11 | 334 | 363 | -29  |
| 9  | ASPTT Strasbourg        | 24  | 18 | 3  | 0 | 15 | 270 | 392 | -122 |
| 10 | Paris UC                | 18  | 18 | 0  | 0 | 18 | 248 | 439 | -191 |

- Champion de France
- Barrage de relégation
- Relégué en Nationale 1B
- C : Vainqueur de la Coupe de France 1984-1985
- T : Tenant du titre
- P : Promu en début de saison (aucun)

### Barrage de relégation
Le match oppose l'US Dunkerque, 8e du championnat, à l'ASPTT Metz, vainqueur du barrage d'accession de la Nationale 1B :
| Équipe 1   | Score   | Équipe 2     | Aller   | Retour  |
| ---------- | ------- | ------------ | ------- | ------- |
| ASPTT Metz | 36 – 37 | US Dunkerque | 20 – 18 | 16 – 19 |

L'US Dunkerque est donc maintenu en Nationale 1A et l'ASPTT Metz reste en Nationale 1B.

### Nationale 1B
C'est avec une facilité déconcertante que le Racing Club de France a remporté le titre de champion de France de Nationale 1B féminine face à des filles de Colombes, a priori guère motivées :
- Racing Club de France b. ES Colombes 30-15 (16-8)
  - Racing Club de France : Petit (5), Rivière (6), Soyer (2), Mocka (6), Durand (4), Leprince (5), Becue (2).
  - ES Colombes : Brière (5), Carlin (2), Demé (2) Ouvert (1), Tortin (2), Penati (2), Perrier  (1)

Les deux équipes sont promues en Nationale 1A.

## Effectif du champion de France
L'effectif de l'USM Gagny, champion de France, était :
Gardiennes de but
- Anne Loaëc
- Corinne Le Biez

Joueuses de champs.
- Corinne Ouakif
- Isabelle Gondard
- Isabelle Theret
- Brigitte Smith
- Odile Queguiner
- Sandra Erndt
- Christine Manenc
- Carole Martin
- Isabelle Alexandre
- Sabine Delattre

Entraîneur
- Yvon Senlanne

## Statistiques
Les meilleures réalisatrices sont :
| Rang | Joueuse           | Club              | Buts |
| ---- | ----------------- | ----------------- | ---- |
| 1    | Carole Martin     | USM Gagny         | 123  |
| 1    | Florence Garcin   | HBC Aix-en-Savoie | 123  |
| 3    | Sylvie Lagarrigue | Stade français    | 98   |
| 3    | Marie-Pierre Fay  | ASU Lyon          | 98   |
| 5    | Chantal Proot     | US Dunkerque      | 97   |
| 5    | Murielle Bailet   | ASPTT Nice        | 97   |
| 7    | Brigitte Lapoule  | ASU Lyon          | 81   |
| 8    | Isabelle Piel     | Stade Français    | 78   |
| 9    | Sophie Labegorre  | Bordeaux EC       | 77   |
| 9    | Nathalie Hardy    | ASU Lyon          | 77   |